# Love Affair (1939)
Love Affair (bra: Duas Vidas; prt: Ele e Ela) é um filme estadunidense de 1939, do gênero comédia dramático-romântica, dirigido por Leo McCarey.
Seria refilmado pelo próprio McCarey em 1957 como An Affair to Remember. Em 1994 surgiria Love Affair (1994), na versão de Glenn Gordon Caron.[carece de fontes?]

## Sinopse
Pintor francês e cantora americana se apaixonam durante um cruzeiro, mas combinam de se encontrar apenas seis meses depois, para terem tempo de arrumar suas vidas.

## Elenco
|  | Charles Boyer .... Michel  |  | Irene Dunne .... Terry          |
|  | Maria Ouspenskaya .... Avó |  | Lee Bowman .... Kenneth Bradley |

## Principais prêmios e indicações
Oscar 1940 (EUA)
- Indicado
  - Melhor filme[5]
  - Melhor atriz (Irene Dunne)[5]
  - Melhor atriz coadjuvante (Maria Ouspenskaya)[5]
  - Melhor roteiro original[5]
  - Melhor direção de arte[5]
  - Melhor canção original ("Wishing")[5]